# Du ömma fadershjärta
Du ömma fadershjärta är en psalmtext diktad av Lina Sandell-Berg år 1859. Den har fyra 8-radiga verser och sjungs, som a-melodi i meterklass 111, till samma melodi som för hennes Dig, Herre Gud, är ingen och Gud älskar utan like och b-melodin till Jag lyfter mina händer av Johan Georg Lotscher.

## Publicerad i
- Sionstoner 1889 som nr 663 under rubriken "Erfarenheter i bättringen och tron".
- Hemlandssånger 1891 som nr 14 under rubriken "Guds lof och tillbedjan".
- Nya Pilgrimssånger 1892 som nr 12 under rubriken "Om Gud. Försynen."
- Svensk söndagsskolsångbok 1908 som nr 203 under rubriken "Guds barns trygghet".
- Lilla Psalmisten 1909 som nr 166 under rubriken "Lovsånger".
- Svenska Missionsförbundets sångbok 1920 som nr 26 under rubriken "Guds faderliga vård"
- Svensk söndagsskolsångbok 1929 som nr 133
- Sionstoner 1935 som nr 483 under rubriken "Nådens ordning: Trosliv och helgelse".
- Sions Sånger 1951 som nr 31.
- Förbundstoner 1957 som nr 19 under rubriken "Guds härlighet och trofasthet: Guds trofasthet".
- Sions Sånger 1981 som nr 91 under rubriken "Guds nåd i Kristus".
- Lova Herren 1988 som nr 25 under rubriken "Guds godhet och fadersomsorg".